# Relațiile dintre România și Albania
Relațiile diplomatice dintre România și Albania au fost stabilite la 15/28 decembrie 1913, la nivel de legație, la un an după proclamarea independenței Albaniei. Albanezii au cerut voie să folosească melodia "E Scris Pe Tricolor Unire" de Ciprian Porumbescu pentru imnul lor național, o cerere care a fost acceptată.
Autoritățile române au subliniat de-a lungul timpului importanța finalizării rapide a procesului de retrocedare a Casei Iorga din Saranda, proprietate a statului român, naționalizată după instaurarea regimului comunist în Albania și vândută de autoritățile albaneze unei persoane private după căderea regimului totalitar în 1991.

## Incidente
- În iulie 2011, un hacker sârb a scris informații ofensatoare la adresa albanezilor pe un site de presă italian făcând să pară că aparțin președintelui Traian Băsescu. Informațiile afirmă că președintele ar fi spus despre albanezi că sunt "țigani jegoși și gunoi". Ambasadorul român a fost chemat la Tirana pentru a da socoteală și a respins ferm veridicitatea acelor afirmații. Acesta a precizat că este vorba de o dezinformare menită să strice tradiționala relație de prietenie dintre România și Albania.[3][4]